# Katedra w Walencji

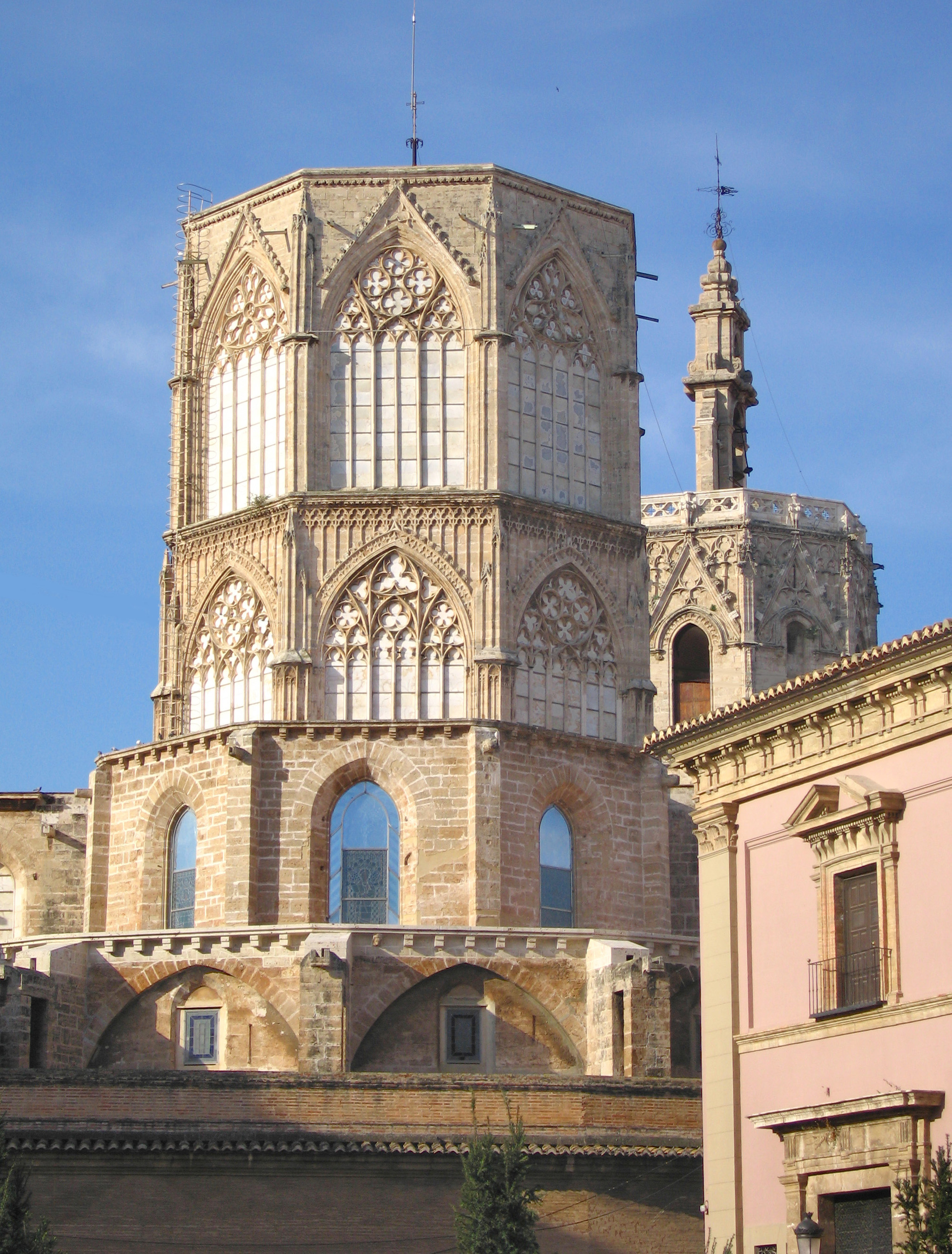
Widok północno-wschodni

Katedra w Walencji (znana po katalońsku jako „Seu”) – siedziba diecezji miasta Walencja w Hiszpanii. Jest poświęcona Matce Bożej. Kościół był poświęcony w 1238 przez biskupa Walencji Pere d'Albalata. Zbudowany w miejsce meczetu, który z kolei stał w miejscu dawnej katedry gockiej. Posiada architekturę gotycką, w wersji katalońsko-śródziemnomorskiej, a także elementy stylu romańskiego, gotyku francuskiego, renesansu, baroku oraz neoklasycystyczne.

## Święty Kielich
W bocznej kaplicy, po prawej stronie od głównego wejścia, znajduje się kaplica Świętego Kielicha (w legendach arturiańskich – Graal). Długowieczna tradycja chrześcijańska głosi, że z największym prawdopodobieństwem to właśnie ten kielich był używany przez Jezusa podczas Ostatniej Wieczerzy. Był używany przez papieży, Jana Pawła II i następnie przez Benedykta XVI, 9 lipca 2006. Kielich datowany na I wiek był podarowany katedrze przez króla Alfonsa V Aragońskiego w 1436.

## Muzyka Sakralna
| Imię                               | Kropka       | Praca |
| ---------------------------------- | ------------ | --- |
| Juan Ginés Pérez                   | 1581-1595    | Ululate, Pastores (fragment) Retrobem la nostra músicaProblem z odtwarzaniem tego pliku? Zobacz strony pomocy.            |
| Ambrosio Cotes                     | 1596-1600    | Opera Varia. Gil-Tarrega, Victoria Musicae                                                                                |
| Joan Baptista Comes                | --           | Magnificat 8 tono (fragment) Retrobem la nostra músicaProblem z odtwarzaniem tego pliku? Zobacz strony pomocy.            |
| Francesc Navarro                   | 1644-1650    | -- |
| Diego Pontac                       | 1650-1653    | -- |
| Urbán de Vargas                    | 1653-1656    | -- |
| Gracià Baban (c. 1620-1675)        | 1657-1675    | -- |
| Josep Prades i Gallent (d. 1757)   | 1728-1757    | El Gran Padre de Familias (fragment) Espais de Llum MusicalProblem z odtwarzaniem tego pliku? Zobacz strony pomocy.       |
| Vicent Rodríguez Monllor (d. 1760) | --           | -- |
| Juan Cuevas Perales (1782-1855)    | 1833-1855    | Gloria Patri (extract z Lauda Jerusalem) La Llum Musical XativinaProblem z odtwarzaniem tego pliku? Zobacz strony pomocy. |
| Francesc Morera i Cots (1731-1793) | 1768-1793    | El misterio de la Fe (fragment) Espais de Llum MusicalProblem z odtwarzaniem tego pliku? Zobacz strony pomocy.            |
| Pasja po Język wernakularny        | obecny okres | święta piątkowa ewangelia (fragment) Seu ValentinaProblem z odtwarzaniem tego pliku? Zobacz strony pomocy.                |